# Armindo José Rodrigues
Armindo José Rodrigues (Lisboa, 1904 – Lisboa, 8 de Agosto de 1993), foi um médico, tradutor e poeta português.
Armindo Rodrigues que se formou em Medicina na Faculdade de Medicina da Universidade de Lisboa, é considerado um escritor do movimento neo-realista português. Grande parte da sua infância foi passada no Alentejo.
Colaborou em diversas revistas como a Colóquio-Letras (da Fundação Calouste Gulbenkian), a Seara Nova, a Vértice e em jornais como O Diabo e Notícias do Bloqueio.
Tendo vivido durante o regime salazarista, e tendo ideias contrárias ao regime vigente, foi por diversas vezes preso. Na sua luta contra o fascismo, pertenceu a diversas organizações clandestinas. Participou nas campanhas eleitorais de Arlindo Vicente e de Norton de Matos, nos anos 1945, 1949 e 1958. Armindo Rodrigues fez parte do Movimento de Unidade Democrática (MUD).
Foi um dos fundadores do PEN Club Português, juntamente com outros escritores portugueses de renome, tendo sido nomeado vogal.
Fez traduções de autores como André Malraux, Alain-Fournier, Mikhail Cholokov e Oscar Wilde.

## Diversos
- José Saramago organizou em 1979 uma antologia da obra do poeta, intitulada “O Poeta Perguntador”.
- Em 2004, no Museu do Neo-Realismo, foi comemorado o Centenário do Nascimento de Armindo Rodrigues 1904-2004. “Voz Arremessada ao Caminho”.
- Em 2005, em Estremoz, foi organizada uma exposição sobre o poeta no Museu Municipal Prof. Joaquim Vermelho cujo acervo era composto por diversas fotografias,  por desenhos do próprio poeta e de outros artistas, por poemas e também por diversos documentos pertencentes ao Museu do Neo-Realismo ao Arquivo Fotográfico da Câmara Municipal de Lisboa e pela Fundação Mário Soares.
- Na Sociedade Portuguesa de Autores, foi também organizada na sala Carlos Paredes, uma exposição sobre a vida e obra do poeta.
- Maria Barroso no seu livro “Os poemas da minha vida” tem versos de Armindo Rodrigues.
- José Cardoso Pires pôde publicar a sua primeira obra “Os Caminheiros e Outros Contos” porque Mário Dionísio, Alves Redol, Alexandre O'Neill e Armindo Rodrigues pagaram as despesas da primeira edição.
- O Livro “Memórias da Resistência. Literatura da Resistência ao Estado Novo” de António Ventura, tem textos de Armindo Rodrigues.

## Obras
- Voz Arremessada ao Caminho (poesia) (1943).
- Romanceiro (1943) (colectânea de poesias).
- Em Cada Instante Cabe o Mundo (1945).
- Cantigas de Circunstância (1948).
- A Esperança Desesperada (poesia) (1948).
- Beleza Prometida (poesia) (1950).
- Retrato de mulher (poesia) (1950).
- Dez Odes ao Tejo (poesia) (1951).
- A vida Perto de Nós (1953).
- A Paz Interior (poesia) (1954).
- Nitidez do comum (poesia) (1980).
- Arte Poética (poesia) (1980).
- O camponês imaginário  (poesia) (1980)
- Réplicas a redondilhas camonianas e outras poesias avulsas (1982).
- Quadrante Solar (poesia) (1984).
- Sequência de Alvorada (poesia) (1985).
- Um Poeta Recorda-se: Memórias de uma Vida (1986).
- Ocasional a Vida.
- O horizonte e a Ave.
- Canto Fausto.
- Dialéticado vento.
- Os Sete Pecados Mortais.
- Breve Cancioneiro Devolvido.
- O Inquieto Repouso.
- O Lugar e a Hora.